# Durango (Spanyolország)
Durango egy város Spanyolországban, Baszkföldön, Bizkaia tartományban. Durango Abadiño, Iurreta, Izurtza, Mañaria, Dima és Zornotza községekkel határos. Lakosainak száma 29 887 fő (2024).

## Népesség
A település népessége az utóbbi években az alábbiak szerint változott:
| Lakosok száma | 25 082 | 26 131 | 27 476 | 28 229 | 28 618 | 28 806 | 29 328 | 29 791 | 29 609 | 29 887 |
|               | 2001   | 2004   | 2007   | 2009   | 2012   | 2014   | 2017   | 2019   | 2022   | 2024   |

## Híres személyek
- itt született Eneko Arieta (1933–2004) Arieta I,spanyol válogatott baszk labdarúgó
- itt született Antón Arieta (1946–2022) Arieta II, spanyol válogatott baszk labdarúgó